# Mennica elbląska
Mennica elbląska – mennica działająca w Elblągu od czasów krzyżackich do 1763 roku.

## Historia

### Średniowiecze
Początki mennicy wiążą się z nadaniem miastu przywileju lokacyjnego przez Wielkiego Mistrza Henryka von Hohenlohe, jednak tezę tę podważa wielu numizmatyków wskazując na różne interpretacje przywileju lokacyjnego Elbląga. Przywilej z 10 kwietnia 1246 roku gwarantował wprowadzenie na rynek elbląski pieniądza o takiej samej stopie menniczej jak w ziemi chełmińskiej, jednak nie było to jednoznaczne z nadaniem uprawnień menniczych miastu, ponieważ Zakon w przywileju chełmińskim z roku 1233 zagwarantował sobie wyłączność praw menniczych. Przywilej lokacyjny dawał jedynie Zakonowi prawo założenia mennicy na terenie Elbląga.  Analizując źródła pisane mówiące o monetach bitych w Elblągu należy przyjąć, że mennica zakonna działała na pewno w latach 1251–1351. Początkowo mieściła się najprawdopodobniej w zamku, a później przy Targu Chlebowym (pomiędzy ul. Mostową i św. Ducha) i emitowała beznapisowe, jednostronne fenigi (brakteaty).
Prawdopodobnie mennica działała również około roku 1394 oraz w latach 1405–1407 bijąc srebrne szelągi. W 1454 roku Kazimierz Jagiellończyk w akcie inkorporacyjnym Prus zezwolił na założenie mennic w największych miastach pruskich, w tym w Elblągu. Mennica miejska podjęła pracę w 1457 roku bijąc na potrzeby pokrycia kosztów wojny monety z godłem i imieniem króla polskiego Kazimierza Jagiellończyka oraz z herbem miejskim.  Zwyczajowo na monetach wybijano podobiznę panującego króla, jednak elblążanie nie czując się polskimi poddanymi zrezygnowali z podobizny Jagiellończyka uważając go tylko za patrona, nie za władcę kraju. Produkcja brakteatów i szelągów trwała do końca panowania Kazimierza Jagiellończyka oraz w początkach panowania następnego – Jana Olbrachta. Za czasów jego rządów Elbląg nie kontynuował działalności menniczej, czego przyczyną były prawdopodobnie problemy z kruszcem.

### Czasy nowożytne
W 1528 roku przedstawiciele Korony Polskiej i Stanów Pruskich ustalili nowe prawo monetarne dla obu krajów. W Elblągu tłoczono monety z wizerunkiem orła pruskiego i napisu z jednej strony i herbem hanzeatyckiego Elbląga na drugiej stronie. W roku 1543, po skargach rycerstwa polskiego na jakość pieniądza z Gdańska i Elbląga, monety Stanów Pruskich zostały w Polsce i na Litwie zabronione jako niepełnowartościowe.

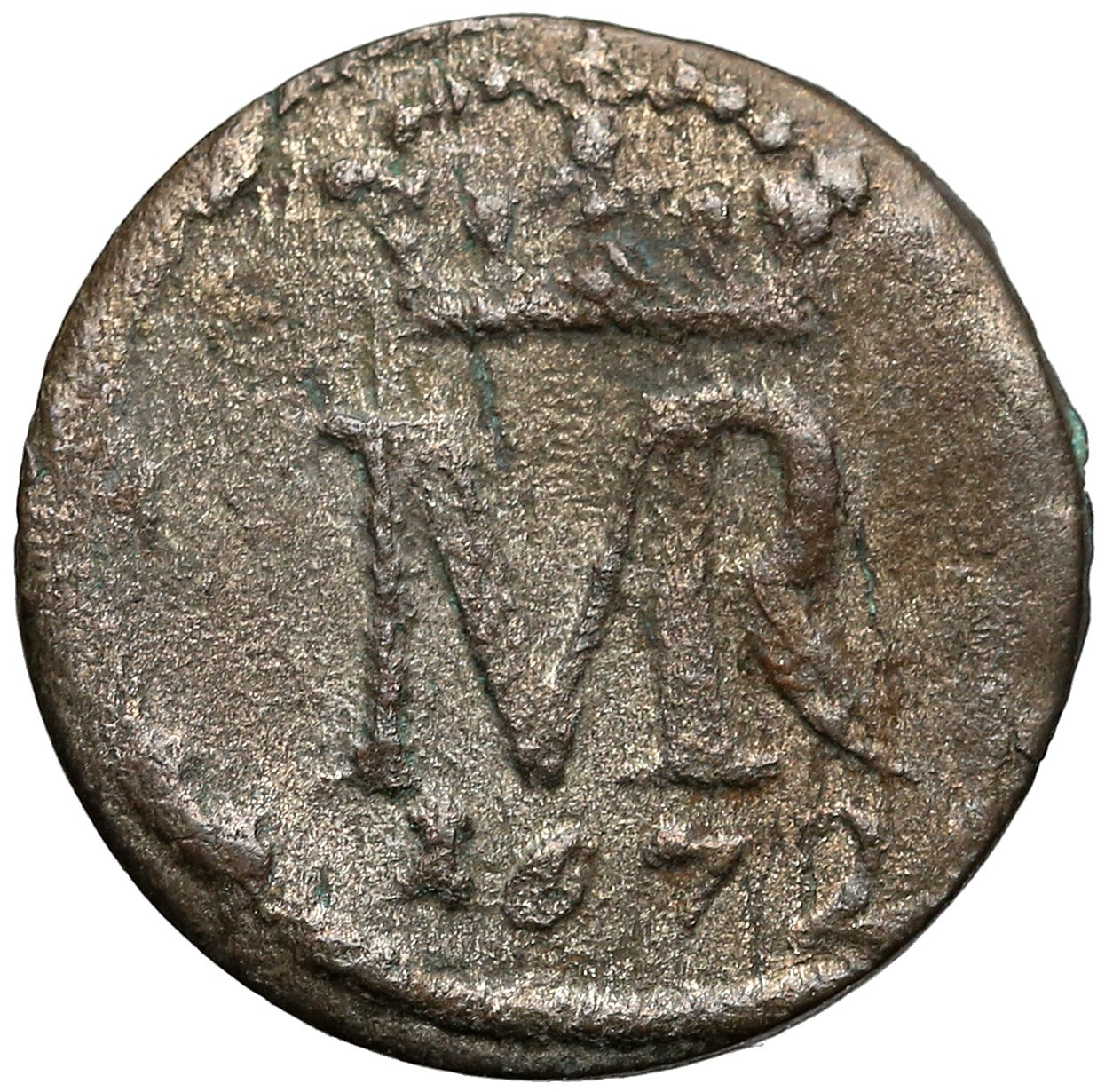
Szeląg elbląski z 1672 r. (awers)

W 1554 roku mennica miejska otrzymała zgodę Zygmunta Starego na ograniczoną emisję denarów. Denary bito do 1557 roku, po czym mennica została zamknięta aż do roku 1627. Kolejni władcy Rzeczypospolitej – Stefan Batory oraz Zygmunt III Waza potwierdzali przywileje Elbląga, jednak mennica nie została wówczas uruchomiona. W 1626 roku miasto złożyło hołd lenny królowi szwedzkiemu Gustawowi II Adolfowi otrzymując za to zatwierdzenie przywileju menniczego. Szwedzi, w mennicach mieszczących się przy ul. Mostowej 5 i Wodnej 74, rozpoczęli zakrojone na szeroką skalę fałszerstwo monet wzorowanych na pieniądzu polskim, ale o niższej próbie, z wizerunkiem króla szwedzkiego łudząco przypominającym Zygmunta III Wazę. W 1630 roku Szwedzi zmusili elblążan do budowy kolejnej mennicy na rogu ulic Wigilijnej i Menniczej i produkowali monety do 1635 roku. W 1636 roku Elbląg uzyskał od Władysława IV potwierdzenie uprawnień menniczych, jednak wkrótce musiano zamknąć mennicę ze względu na „zły pieniądz” bity w Elblągu za czasów okupacji szwedzkiej.

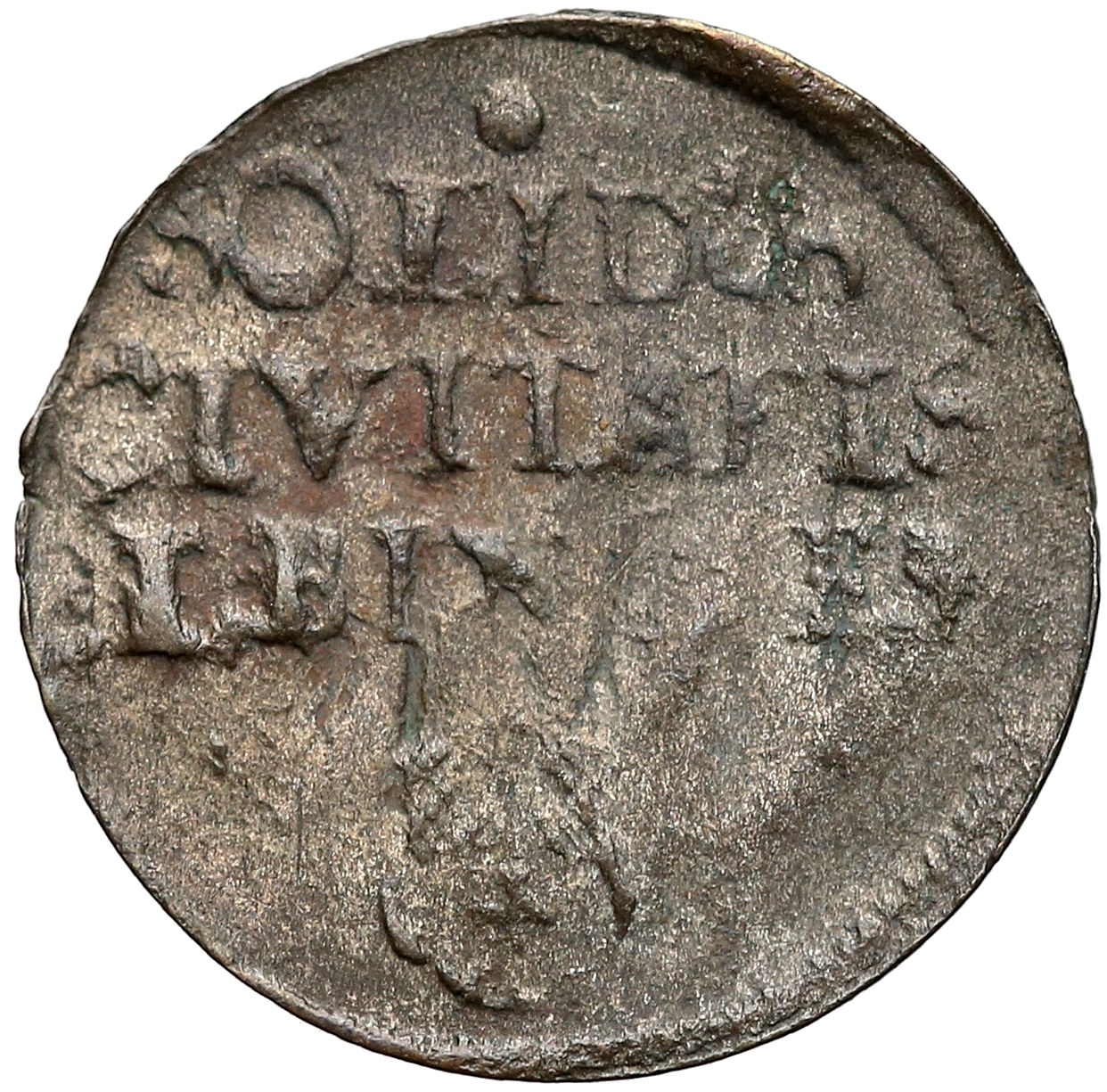
Szeląg elbląski z 1672 r. (rewers)

Elbląska moneta pojawiła się ponownie w 1650 roku, za panowania Jana Kazimierza. W 1656 roku Elbląg ponownie dostał się pod okupację Szwedów, którzy znowu na masową skalę fałszowali monety. Po pokoju oliwskim w 1660 roku mennica elbląska znów rozpoczęła bicie monet z wizerunkiem króla Jana Kazimierza. W 1666 roku z elbląskiej mennicy wypuszczono na rynek dużą emisję szelągów bardzo niskiej próby srebra. Elbląg został zaskarżony za to do sądu królewskiego, w efekcie czego zmuszony był w 1667 roku zamknąć mennicę. W 1670 roku, w trakcie sejmu koronacyjnego Michała Korybuta Wiśniowieckiego, Elbląg ponownie uzyskał prawo wybijania monety, mennica miejska została uruchomiona w 1671 i działała do 1673 roku. Półtalar elbląski z 1671 roku z popiersiem Michała Korybuta Wiśniowieckiego osiągnął na aukcji numizmatycznej w 2010 roku cenę 310 tys. złotych. 
Mimo odnowionego przywileju przez Augusta II Mocnego, Elbląg wznowił dopiero działalność menniczą w 1760 roku za panowania Augusta III. Warsztat menniczy mieścił się wówczas przy ul. św. Ducha, jednak produkcji monet nie uzgodniono z królem polskim, sejmem ani podskarbim królewskim. Z chwilą śmierci Augusta III w 1763 roku w Elblągu ostatecznie zakończyła się produkcja monet. Znane są wprawdzie monety i banknoty z herbem Elbląga z początku XX wieku jednak miały one charakter pieniądza lokalnego o charakterze zastępczego środka płatniczego.

## Monety bite w Elblągu
- brakteaty
- denary
- szelągi
- talary
- półtalary
- dwutalary
- dukaty
- półtoradukatówki
- dwudukaty
- trzydukatówki
- czterodukatówki
- pięciodukatówki
- dziesięciodukatówki
- grosze
- dwugrosze (dwojaki)
- sześciogroszówki (szóstaki)
- trzygroszówki (trojaki)
- osiemnastogroszówki
- orty
- tymfy
- półtoraki[4][7]